# 全日空機下地島オーバーラン事故
全日空機下地島オーバーラン事故（ぜんにっくうきしもじしまオーバーランじこ）は、2002年（平成14年）6月26日に下地島空港で発生した全日本空輸機の航空事故である。

## 事故の概要
6月26日12時54分頃、沖縄県の下地島空港で片方のジェットエンジンを止めた状態でのタッチアンドゴー訓練をしていた全日空のボーイング767-200型機が、滑走路をオーバーランして滑走路東側の草地に突っ込み、誘導路灯を破壊しながら停止した。この事故を受けて下地島空港は滑走路を閉鎖した。
機体は尾部や両主翼先端などが破損し、3人の乗員中乗員1名（訓練生）が頭部を負傷した。
その後の調査の結果、事故機は胴体尾部のフレームが破断し、外板にはひび割れが起きていた。さらに両主翼の先端エルロンやAPUにも損傷を負った。その結果、下地島空港での修理が困難と判断され解体されることになり、ボーイング767型機の日本における初の全損事故扱いとなった。なお当時、ボーイング767は-300型への置き換えが進められており、旧型である-200型は退役しつつあった。

## 事故原因
国土交通省航空局は、本件を「重大インシデント」に指定したが、その後国土交通省航空局は損傷の程度が大修理を要するために「航空事故」と認定し、航空鉄道事故調査委員会が事故原因についての調査を行った。
その後2003年11月28日に航空鉄道事故調査委員会は、訓練生の操縦ミスと、教官の実機訓練教官としての経験不足に加え、教官としての助言などの指導が足りなかったこと、全日空社内における実機訓練時の注意事項等についての教育が不十分であったなどを主な原因とする航空事故調査報告書をまとめ発表した。
さらに同報告書では、全日本空輸内において実機訓練教官に対する教育訓練の充実を図る必要があることと、訓練指導要領内における片方のジェットエンジンを止めた状態でのタッチアンドゴー訓練時の留意点についての周知の不備も指摘している。